# Білий північний олень
Білий північний олень (фін. Valkoinen peura, швед. Den Vita Renen) — фінська драма жахів 1952 року, яку зняв Ерік Бломберґ як свій дебютний повнометражний фільм. Фільм був зареєстрований у конкурсі на Каннському кінофестивалі 1953 року та здобув спеціальну нагороду журі під керівництвом Жана Кокто за найкращий фільм-казку. Через п'ять років після обмеженого прокату у Сполучених Штатах він став одним із п'яти фільмів, які у 1956 році отримали премію «Золотий глобус» як найкращий іноземний фільм.

## Сюжет
Дія фільму, заснованого на дохристиянській фінській міфології та саамському шаманстві, розгортається у фінській Лапландії, а в центрі — молода жінка Піріта. У засніженому краєвиді Піріта та оленяр Аслак зустрічаються і незабаром одружуються. Аслак змушений витрачати час на роботу, залишаючи свою нову наречену самотньою. Прагнучи полегшити свою самотність і розпалити подружню пристрасть, Піріта відвідує місцевого шамана, який справді допомагає їй; але в процесі перетворює її на білого вампірського північного оленя. Сільські чоловіки тягнуться до неї та переслідують її з трагічними наслідками.

## Актори
- Мір'ямі Куосманен — Піріта та Мааріта, матір Піріти
- Калерво Ніссіла — Аслак
- Оке Ліндман — лісник
- Арво Лехесмаа — Цалкку-Нілла, шаман
- Джуні Тапіола — оленяр
- Тайне Хаарла — старша жінка (в титрах не указана)
- Пентті Ірджала — промовиця (в титрах не указана)
- Едвін Каджанн — оленяр (в титрах не указаний)
- Кауко Лаурікайнен — людина в хатині лапландця (в титрах не указаний)
- Хеймо Лепісте — заможна людина (в титрах не вказаний)
- Осмо Осва — оленяр (в титрах не указаний)
- Аарне Таркас — наречений (в титрах не указаний)
- Інке Таркас — наречена (в титрах не указана)
- Евальд Терхо — батько Піріти (в титрах не указаний)
- Каарло Вільска — оленяр (в титрах не указаний)

## Поширення

### Театральний випуск
"Білий північний олень" показали за межами Фінляндії щонайменше в 11 країнах, зокрема у Сполучених Штатах, Швеції та Франції.

### Домашні ЗМІ
У 1990 році у Фінляндії фільм вийшов на VHS; а у 2010-х DVD-диски вийшли у Фінляндії та Франції. У 2016—2017 роках Національний аудіовізуальний інститут Фінляндії здійснив реставрацію 4K з оригінального негативу камери та випустив її на Blu-ray зі шведськими та англійськими субтитрами. 8 квітня 2019 року компанія Eureka Entertainment у рамках серії «Майстри кіно» випустила DVD-диски та диски Blu-ray Region 2.

## Рецензії

### Міжнародний прийом
«Білий північний олень» отримав переважно позитивні відгуки від критиків за межами Фінляндії, причому багато хто хвалив атмосферу фільму, кінематографію та образи, що переслідують фільм. Джим Гоберман з Вілледж войс позитивно оцінив фільм, назвавши його «квазіетнографічною вправою в магічному неореалізмі». Гоберман також високо оцінив фільм за його «лаконічний виклад і гостру передумову». Джеремі Аспінолл з Radio Times оцінив фільм чотирма зірками з п'яти, високо відмітивши операторську роботу фільму в документальному стилі, яка, на його думку, ефективно відобразила засніжені пейзажі Фінляндії, приголомшливі образи та гру Куосманена. Джеймс Еванс 'журналу Starburst дав фільму дев'ять зірок із десяти, назвавши його «чудовим, красивим і переконливим фільмом, який захоплююче ґрунтується на міфології Лапландії та звичаях саамів»; висвітлюючи історію фільму, неймовірну кінематографію та гру Куосманена.
Мейтленд Макдона з TV Guide присудила фільму 3 зірки з 5, розкритикувавши фільм за незграбність у деяких частинах, похваляючи операторську роботу та образи, що переслідують. МакДона завершила свою рецензію, назвавши його «Обов'язковим до перегляду для повних фільмів жахів і одним із небагатьох фільмів, які досліджують фольклорні традиції саамів».

### Нагороди
- Каннський кінофестиваль[17] 1953: Найкращий фільм-казка[18][19]
- Золотий глобус 1956: Найкращий іншомовний фільм[9]